# Мокви (село)

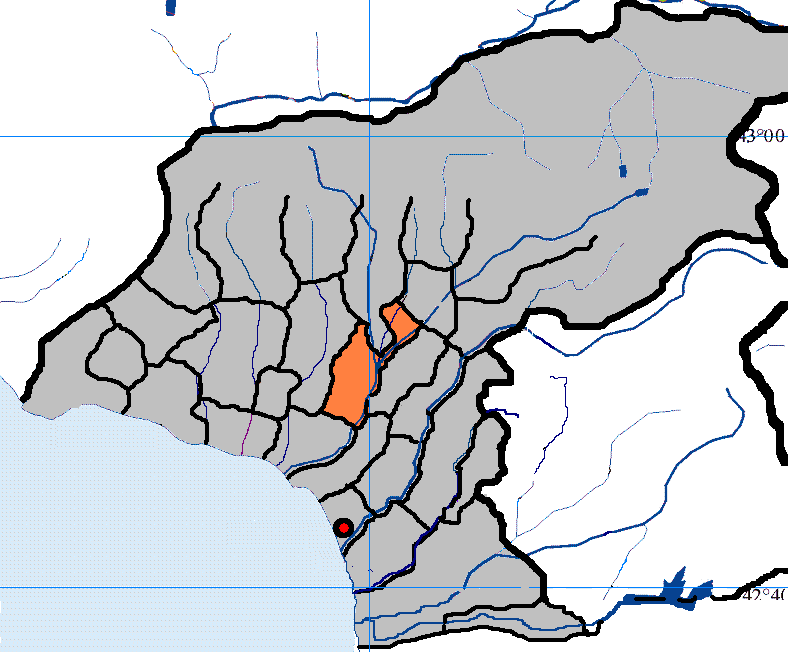
Расположение села Мокви

Мо́кви, Мы́ку, Мо́ква (абх. Мықә [Мыку], груз. მოქვი) — село в Абхазии, в Очамчырском районе частично признанной Республики Абхазия, согласно административному делению Грузии — в Очамчирском муниципалитете Абхазской Автономной Республики. Расположено в 15 км к северу от райцентра Очамчира в равнинной полосе по обеим берегам реки Мокви.
В административном отношении село представляет собой административный центр Мыкусской сельской администрации, в прошлом Моквинский сельсовет.

## История
В центре села на обширной поляне расположен средневековый православный храм — Моквский собор — относящийся к третьей четверти X века. Собор был построен абхазским царём Леоном III. В храме находятся несколько склепов, в том числе с останками последнего владетельного князя Абхазии Михаила Чачба и его сына Георгия.
Село Моква подразделяется на 5 посёлков:
- Аджажв
- Адзбжара
- Ахыуаа
- Мыку Ахабла
- Джал (ранее, ныне отдельная сельская администрация Джал)[7]

В советское время в селе действовал Моквинский совхоз, в котором трудилась Герой Социалистического Труда Матрёна Ивановна Михайленко.

## Границы
На севере Мокви граничит с сёлами Члоу и Тхина; на востоке — с селом Джал (ранее граничил с селом Гуп); на юге — с Баслаху, Меркулой и Араду; на западе — с селом Кочара.

## Население
Население Моквинского сельсовета по данным переписи 1989 года составляло 3046 человек, по данным переписи 2011 года население сельской администрации Мыку (Моква) составило 939 человек, в основном абхазы.
| Год переписи | Число жителей      | Этнический состав                                                |
| ------------ | ------------------ | ---------------------------------------------------------------- |
| 1886         | 644                | абхазы 99,2 %; грузины 0,8 %                                     |
| 1926         | 2852               | абхазы 82,0 %; грузины 11,8 %; турки 2,4 %; русские 1,6 %        |
| 1959         | 3570               | абхазы, грузины в посёлке Джал-Агыруа (нет точных данных)        |
| 1989         | 3046               | абхазы, грузины 79 % в посёлке Джал-Агыруа, 27 % в посёлке Моква |
| 2011         | 939 (без с/а Джал) | абхазы 85,0 %, грузины 6,1 %, русские 4,3 %, армяне 0,9 %        |

По данным переписи населения 1886 года в селении Моква проживало православных христиан — 644 человека, мусульман-суннитов не было. По сословному делению в Мокве имелось 4 князя, 6 дворян, 5 представителей православного духовенства и 629 крестьян. Представителей «городских» сословий в Мокве не проживало.
После грузино-абхазской войны 1992—1993 этнические грузины были вынуждены покинуть село.